# ロバート・グリフィン3世
ロバート・リー・グリフィン3世（Robert Lee Griffin III、 1990年2月12日 - ）は、アメリカ合衆国のアメリカンフットボール選手。日本の沖縄県出身。現在はフリーエージェント。ポジションはクォーターバック（QB）。ニックネームは「RG3」。

## 経歴
父のロバート・ジュニアはアメリカ陸軍の軍曹であり、グリフィン自身は両親が沖縄県に駐留していた時に生まれる。3歳まで日本で過ごし、その後はワシントン州タコマのフォートルイス基地、ルイジアナ州ニューオーリンズと転々とし、7歳でテキサス州コッペラスコーブに移ったのちロバート・ジュニアは退軍する。長く日本で生活した2人の姉は日本語を話すことができるという。
少年時代は母親がアメリカンフットボールは危険だということを理由にやらせてもらえなかったため、空手や野球、バスケットボールをやっていた。中学生になり、どうしてもアメリカンフットボールをしたかったグリフィンは、母親に「僕は誰にも捕まらないから、絶対に怪我しない。」と話し、それを見事に実行し母親を認めさせた。高校時代はアメリカンフットボールの他に、陸上競技のハードル種目の選手としても活躍しており、全米トップクラスの評価を受け、2007年のオールアメリカンに選出されたほどだった。

### ベイラー大学
2008年にベイラー大学に入学。2010年からベイラー大学のエースQBに昇格する。大学を17年ぶりのボウルゲーム（テキサス・ボウル）に進出させ、ビッグ12カンファレンスで7勝6敗という成績を上げた。これは大学が同カンファレンスに所属することとなった1996年以来初のシーズン勝ち越しでもあった。しかし、この時は全米に名前が知られるほどの選手ではなかった。
2011年3年生になると、グリフィンが中心となりベイラー大は強豪校を次々と撃破し、チーム史上最高の快進撃を見せる。特に全米屈指の名門校オクラホマ大学を下したことで一気にグリフィンの名前が全米中に轟き、最終的にベイラー大はビッグ12カンファレンスを10勝3敗、全米大学ランキング13位というチーム最高の成績で終える。この活躍でその年最も活躍した選手に贈られるハイズマン賞の選考で1687ポイントを獲得、1407ポイントのアンドリュー・ラックを破り受賞した。2012年1月、大学最終年には進まず、アーリーエントリーすることを表明した。

### ワシントン・レッドスキンズ

#### 2012年
2012年のNFLドラフトにて1巡目全体2位でワシントン・レッドスキンズに指名された。グリフィンは多くの評論家がラックに次ぐ全体2位指名されると予想し、当初レッドスキンズは全体6位指名権しか持っていなかった。しかし、全体2位指名権を有していたラムズが3年目のサム・ブラッドフォードをフランチャイズQBとして起用継続することを選択し、グリフィンをフランチャイズQBとして期待するレッドスキンズが、2012年のドラフト1巡、2巡指名権、2013年、2014年のドラフト1巡指名権との引き換えで、全体2位指名権を獲得した。ドラフト直後の5月のミニキャンプを終えた時点で、レッドスキンズのマイク・シャナハンヘッドコーチは、グリフィンを先発QBとして起用することを明言した。
5月のNFL shop.comのジャージ売り上げではトップとなった。
7月には、人気セレブリティのキム・カーダシアンがグリフィンに関心があるとテレビ番組で語ったことに対して、まったく興味がないと語った。またトレーニングキャンプを前に、2012年には様々な表彰式や、コマーシャルに出演するつもりはないことを明かした。
開幕戦のニューオーリンズ・セインツ戦ではパス26回中19回成功、320ヤード、2TD、QBレーティング139.9の大活躍を見せて、40-32と勝利した。
第5週のアトランタ・ファルコンズ戦ではショーン・ウェザースプーンに強烈なクリーンヒットを受けて負傷交代した。第6週のミネソタ・バイキングス戦では、パス22回中17回成功、182ヤード、1TD、ラン138ヤード、2TDをあげて、38-26で勝利した。この試合の第4Qには76ヤードのTDランを見せている。
第8週のピッツバーグ・スティーラーズ戦ではトリックプレーで、レシーバーとして起用されたが、ライアン・クラークからハードヒットを受けた。
3連敗して3勝6敗、NFC東地区最下位となったところで、チームキャプテンに選出された。
第11週のフィラデルフィア・イーグルス戦ではパス15回中14回成功、200ヤード、4TD、INTなし、QBレイティングは158.3の最高値、ランでも84ヤードを走る大活躍を見せて、NFC週間最優秀選手攻撃部門に選ばれた。
サンクスギビングデーに行われた、第12週のダラス・カウボーイズ戦ではパス28回中20回成功、311ヤード、4TD、1INTの活躍で38-31と勝利した。
第13週のニューヨーク・ジャイアンツ戦では相手タックルを受けてファンブルしたが、これをジョシュ・モーガンがダイレクトで拾い13ヤードを走りTDを決めるなど、
第14週のボルチモア・レイブンズ戦では8点ビハインドの第4Q残り1分を切ったところでひざを負傷退場、同じ新人QBのカーク・カズンズのリリーフを仰いだ。第15週のクリーブランド・ブラウンズ戦は欠場、カーク・カズンズが先発出場した。
12月にESPNのアナリスト、ロブ・パーカーがグリフィンのことを人種差別的な意味を含む「コーンボール・ブラザー」と発言、謹慎処分を受けた。
第15週は欠場したものの、第16週から先発QBに復帰、ランでは自己ワーストの4ヤードに終わったものの、パス24回中16回成功、2TD、1INTをあげて、チームは27-20で勝利した。最終週のダラス・カウボーイズ戦ではパス18回中9回成功、100ヤードに終わったものの、第3Qに10ヤードのTDランをあげるなど、6回のランで63ヤードを走り、チームは28-18で勝利、1999年以来13年ぶりの地区優勝を果たした。
シアトル・シーホークスとのワイルドカードプレーオフで、序盤にLCLを捻ったことで足をひきずった姿を見せていた彼は、第4Qに負傷退場、チームは14-24で敗れた。MRI検査の結果、ACL、LCLを一部断裂していることがわかった。
チームは3勝6敗から7連勝を果たし、10勝6敗で1999年以来13年ぶりに、NFC東地区優勝を果たした。
この年、第1週、第4週、第6週、第11週から第13週、第16週と7回最優秀新人選手に選ばれた。またプロボウルに選出された。また9月、11月の月間最優秀新人攻撃部門にも選ばれている。アンドリュー・ラック、ラッセル・ウィルソンらを下してAP通信NFL攻撃新人王に選ばれた。

#### 2013年
第7週のシカゴ・ベアーズ戦では、パス29回中18回成功、298ヤード、2TD、1INT、ラン11回でシーズンハイの84ヤードを記録、45-41での勝利に貢献した。レッドスキンズは、第10週から第14週にかけて5連敗し、3勝10敗となり、プレーオフ出場を逃した。その間パスプロテクションが崩壊したこともあり、グリフィンは5試合で24サックを浴びた。チームは、グリフィンをシーズンの残り3試合で欠場させることを決定した。

#### 2014年
第2週で負傷し、第9週で復帰した後は三戦続けてチームが負けるなど、シーズンで先発した7試合では2勝しかあげられなかった。

#### 2015年
シーズン前のプレシーズンゲームで脳震盪を起こし、シーズンでは一試合も出場しなかった。シーズン終了後に放出された。

### クリーブランド・ブラウンズ

#### 2016年
クリーブランド・ブラウンズと2年契約を結び、開幕戦に先発するも負傷し、シーズンでは5試合の先発出場にとどまった。シーズン終了後に放出された。

#### 2017年
どのチームとも契約せずにシーズンを終えた。

### ボルチモア・レイブンズ

#### 2018年
ボルティモア・レイブンズと契約。しかし、ジョー・フラッコ、ラマー・ジャクソンに次ぐ第3バックアップQBにとどまった。

#### 2019年
フラッコを開幕前にデンバー・ブロンコスに放出したにもかかわらず、ジャクソンのバックアップQBにとどまる。レイブンズは第16週でプレーオフ第1シードを決めた後、最終週にエースQBのジャクソンを温存し、彼が先発QBを務めた。

#### 2020年
1試合に先発出場したものの、シーズンを通して出場は少なく、12月4日には怪我のためリザーブ入りとなった。2021年1月18日にフリーエージェントとなった。

### レイブンズ退団後
2021年8月にESPNのフットボール中継の解説者に転身し、同時にNFLチームからの選手獲得オファーを待つこととなった。

## 人物
2012年4月から2013年3月までのジャージの売り上げは、NFLトップであった。